# マネーの辞典
『マネーの辞典』（マネーのじてん）は、テレビ東京（関東ローカル）で2010年7月4日から12月26日まで放送されていたミニ番組である。マネースクウェア・ジャパンの一社提供。

## 概要
毎回1つの経済や金融業界で使われている専門用語を取り上げて解説する番組。海外の専門家の解説とイラストで用語の説明したり、その用語に関連した経済・金融のしくみや役割、問題点など紹介している。

## ナレーター
- 倉野麻里（テレビ東京アナウンサー）

## ネット局・放送時間
- テレビ東京:日曜日22:48 - 22:54

なおマネースクウェア・ジャパンのHPでは過去に放送された番組の動画配信も行っている
- BSジャパン:月曜日23:54 - 24:00（半年遅れ）